# Dzwonnik z Notre Dame (film 1996)
Dzwonnik z Notre Dame (ang. The Hunchback of Notre Dame) – film animowany powstały w 1996 roku w wytwórni Walta Disneya w reżyserii Gary’ego Trousdale’a i Kirka Wise’a, będący luźną adaptacją powieści Wiktora Hugo Katedra Marii Panny w Paryżu. Trzydziesty czwarty film z oficjalnego kanonu Disneya.
Animacja Disneya doczekała się swojej kontynuacji Dzwonnik z Notre Dame II po 6 latach (jednak powstała ona bez udziału reżyserów i scenarzystów oryginału).
Serwis Rotten Tomatoes przyznał filmowi wynik 73%.
Premiera filmu w Polsce w kinach odbyła się 15 listopada 1996 roku z dystrybucją Syrena Entertainment Group.
Film wydany w Polsce na kasetach wideo i płytach DVD z dystrybucją Imperial Entertainment. Film wydany na Blu-Ray i DVD z dystrybutorem CD Projekt i Galapagos Films.
Film wyemitowany w telewizji na kanałach: Polsat, Polsat Film, Puls 2

## Fabuła
W XV-wiecznym Paryżu mistrz marionetek, Cygan Clopin opowiada zgromadzonym dzieciom o losach Quasimoda, tajemniczego dzwonnika z katedry Notre Dame. Quasimodo był dzieckiem Cyganki, która błagając o azyl w katedrze, zginęła z ręki sędziego Frolla, opętanego ideą oczyszczenia miasta z Cyganów. Frollo widzi, że zawiniątko, które brał za skradziony skarb, to dziecko, jednak przerażony jego zniekształconym ciałem  zamierza wrzucić go do pobliskiej studni, lecz powstrzymuje go archidiakon Notre Dame. Zlękniony o swoją duszę Frollo za radą archidiakona wychowuje dziecko jak własne, pod warunkiem, że będzie mieszkał w dzwonnicy Notre Dame. Dziecko otrzymuje imię "Quasimodo" oznaczającego "niby-człowiek". Obecnie 20-letni Quasimodo pracuje jako garbaty dzwonnik, ale Frollo jako jego opiekun, zabrania mu opuszczać mury Notre Dame tłumacząc się okrucieństwem świata zewnętrznego, więc jego jedynymi przyjaciółmi są trzy kamienne gargulce – Hugo, Victor i Laverne. Quasimodo marzy jednak o życiu między ludźmi.
W tym samym czasie przed placem katedry piękna Cyganka Esmeralda zabawia przechodniów grą na tamburynie. Udaje się jej wykiwać dwóch żołnierzy uważających, że uczciwie zarobione pieniądze w rzeczywistości je skradła. Częściowo pomaga jej przybyły do Paryża młody kapitan Febus, by służyć sędziemu jako nowy kapitan straży. Frollo nakazuje mu znaleźć sekretne miejsce Cyganów zwane Jaskinią Cudów. W dniu dorocznego Święta Błaznów Quasimodo za namową gargulców niepostrzeżenie dołącza do tańczącego tłumu. Tam poznaje Esmeraldę, która bierze jego brzydotę za kostium. Esmeralda pojawia się na estradzie i tańczy przed Frollem, siedzącym na honorowym miejscu. Frollo udaje zgorszenie, ale nie odrywa od Esmeraldy wzroku, podobnie jak towarzyszący mu Febus. Gdy Clopin ogłasza ceremonie wyboru Króla Błaznów, Esmeralda wciąga Quasimoda na scenę, gdzie z przerażeniem odkrywa, że ten jako jedyny nie nosi kostiumu. Mimo to Quasimodo dzięki swej brzydocie zostaje wybrany Królem Błaznów. Radość Quasimoda znika, gdy jeden z gwardzistów obrzuca go pomidorem, a za jego przykładem idzie tłum. Frollo nie zamierza bronić podopiecznego uznając, że musi zostać ukarany. Na ratunek Quasimodowi spieszy Esmeralda, która oskarża Frolla o bezduszność. Rozjuszony sędzia każe ją aresztować.
Dzięki swemu sprytowi Esmeralda wślizguje do wnętrza Notre Dame, dzięki czemu jako azylantka nie może zostać aresztowana. Esmeralda zaprzyjaźnia się z Quasimodem, który widząc jej dobroć, pomaga jej umknąć z Notre Dame. Esmeralda z wdzięczności daje mu amulet powiązany z Jaskinią Cudów. Wracając do katedry Quasimoda, natyka się na Febusa solidaryzującego się z Esmeraldą, który chce żeby przekazał mu, że Cyganka nie musi się go obawiać. Tymczasem Frollo zaczyna odczuwać namiętność do Esmeraldy i gdy dowiaduje się o jej ucieczce z katedry, obsesyjnie rozkazuje przeszukać cały Paryż. W trakcie przeszukań Frollo osobiście podpala młyn, podejrzewając młynarza o ukrywanie Cyganów. Pojęwszy jakim człowiekiem jest Frollo, Febus ratuje rodzinę młynarza. Frollo natychmiast skazuje go na śmierć i uciekający Febus po postrzale wpada do rzeki. Ratuje go Esmeralda i udając się do katedry, prosi Quaismoda o ukrycie go. Z rozczarowaniem Quasimodo odkrywa, że Esmeralda kocha Febusa, a jego traktuje tylko jako przyjaciela.
Quasimodo naraża się na gniew Frolla oskarżającego go to, co się stało w Paryżu. Febus prosi Quasimoda odnaleźć Esmeraldę. Obaj wymykają się z katedry, nie wiedząc, że śledzi ich Frollo. Amulet wręczony przez Esmeraldę okazuje się planem miasta z zaznaczonym cmentarzem, gdzie jest Jaskinia Cudów. Clopin chce ich zabić za szpiegostwo, ale Esmeralda zapewnia ich o lojalności. Dopada ich wszystkich Frollo ze swą armią. Na placu Esmeralda ma zostać zupełnie spalona na stosie. Quasimodo przykuty łańcuchami w końcu znajduje siłę i ratuje Esmeraldę, wspinając na dzwonnicę. Gdy Frollo szturmuje katedrę, Febus prowadzi pod sobą lud oburzony złamaniem najświętszego prawa, jakim jest atak na kościół. Quasimodo zażarcie broni gwardzistom dostępu do katedry, rozlewając kadzie z ołowiem. Na boju zostaje Frollo i ciosem miecza otwiera drzwi. Quasimodo w końcu się sprzeciwia swemu panu i ucieka z Esmeraldą na krużganki. Po gwałtownej walce Quasimodo i Frollo spadają z krużganku, jednak jedynie Frollo ginie, spadając w piekielną otchłań. Quasimodo akceptuje wybór Esmeraldy i błogosławi związek z Febusem. Następnie jest niesiony na ramionach przez zachwycony tłum, który ogłasza go bohaterem.

## Obsada
- Tom Hulce – Quasimodo
- Demi Moore – Esmeralda (dialogi)
- Heidi Mollenhauer – Esmeralda (śpiew)
- Tony Jay – Frollo
- Kevin Kline – Febus
- Jason Alexander – Hugo
- Charles Kimbrough – Victor
- Mary Wickes – Laverne
- Paul Kandel – Clopin
- David Ogden Stiers – archidiakon
- Mary Kay Bergman – Djali
- Corey Burton – 
  - Brutish,
  - młynarz
- Bill Fagerbakke – Oafish
- Gary Trousdale – stary heretyk
- Mary Kay Bergman – matka Quasimodo